# Ona Carbonell
Ona Carbonell Ballestero (* 5. Juni 1990 in Barcelona) ist eine spanische Synchronschwimmerin. Sie nahm an Olympischen Spielen, Welt- und Europameisterschaften teil und holte eine Fülle von Medaillen. Sie ist Mannschaftsführerin des spanischen Synchronschwimmteams. 2013 erhielt sie den Real Orden del Mérito Deportivo in Silber.

## London 2012
Ihre Partnerin beim Silbermedaillengewinn des Duetts im Synchronschwimmen bei Olympia 2012 in London war Andrea Fuentes. Goldmedaillengewinner wurden die Russinnen Natalja Ischtschenko und Swetlana Romaschina, Bronze ging an China.
Im Team, wieder mit Fuentes und unter anderen Paula Klamburg, sprang Bronze heraus hinter China und den russischen Goldgewinnern.

## Berlin 2014
Bei den Schwimmeuropameisterschaften 2014 in Berlin holte Carbonell in allen Synchronschwimmwettbewerben eine Medaille: im Solo und in der Kombination Silber und im Duett und im Team Bronze. Duettpartnerin war diesmal ihre katalanische Landsfrau Paula Klamburg Roque. Im Solo war Carbonell, nicht zum ersten Mal, Swetlana Romaschina unterlegen, verwies aber die Ukrainerin Anna Woloschyna auf den Bronzerang.

## Kasan 2015
Im Technischen Solo bei den Weltmeisterschaften 2015 in Kasan holte erneut Romaschina Gold vor Carbonell, die sich ihrerseits gegenüber der Chinesin Sun Wenyan durchsetzte. Im Freien Solo wurde es Bronze hinter Ischtschenko und der Chinesin Huang Xuechen. Außerdem landete Carbonell noch zweimal auf dem 5. Rang: im Technischen Programm des Duetts (hier mit Clara Camacho) und im Freien Duett (mit Klamburg).